# Saint Michel-Auber93
Saint Michel-Auber93 (código UCI: AUB) é uma equipa ciclista francesa de categoria
Continental.

## História
A equipa foi fundada em 1994 na comuna de Aubervilliers nos subúrbios de Paris. Criou-se com o apoio da Federação Francesa de Ciclismo e a Liga Francesa de Ciclismo Profissional para formar jovens em resposta a um défice de ciclistas profissionais franceses.
Denominado Aubervilliers 93-Peugeot nos primeiros anos, foi seleccionado em 1996 para participar no Tour de France conseguindo uma vitória na 4.ª etapa por intermédio de Cyril Saugrain.
Em 1997 produz-se a chegada de um novo patrocinador (BigMat) e a equipa passa a chamar-se BigMat-Auber 93.
No ano 1999 pode considerar-se como um ano relativamente de sucesso. Além de uma vitória de Guillaume Auger na terceira etapa do Tour do Mediterrâneo, o sprinter Christophe Capelle foi terceiro na luta pela camisola verde do Tour de France.
No ano 2000 BigMat-Auber 93 conseguiu mais vitórias que em anos anteriores, isto se deveu principalmente ao contratar o velocista britânico Jeremy Hunt. Christophe Capelle, coroou-se o campeão nacional de estrada. No entanto, não participou na Volta a França.
Em 2001, BigMat novamente participou no Tour de France levando como novo líder a Stéphane Heulot.
No ano 2002 BigMat investiu mais dinheiro. Contratrou aos espanhóis Félix García Casas e Aitor Kintana e a equipa ascendeu à primeira divisão. Apesar destes investimentos foram poucos os sucessos, com só três vitórias em toda a temporada.
Em 2003 os cortes da pre-temporada de BigMat foram significativos, pelo que a participação nas grandes voltas já não era possível. Para 2004 BigMat decidiu retirar-se e a equipa passou a denominar-se Auber 93.
A partir de 2005 com a criação dos Circuitos Continentais UCI, a equipa registou-se na categoria Continental e continuou denominando-se Auber 93. Durante as seguintes temporadas a Auber 93 conseguiu algumas vitórias destacadas em carreiras de categoria.1 como a Tro Bro Leon (2005), o Tour de Finisterre (2007), Circuito de Lorena ou a Paris-Tours sub-23 (2008).
Em 2010, Big Mat voltou a patrocinar à equipa e novamente passou a chamar-se BigMat-Auber 93. Sem vitórias destacadas nesse ano, em 2011 conseguiu o Grande Prêmio de Plumelec-Morbihan por intermediário de Sylvain Georges.
Para 2012, pela segunda vez voltou ao seu antigo nome de Auber 93, já que Big Mat passou a patrocinar à equipa Pro Tour FDJ, ainda que a empresa seguiu apoiando à equipa feminina e amadora, continuando estes com o nome BigMat-Auber 93.

## Corredor melhor classificado nas Grandes Voltas
| Ano  | Giro d'Italia | Tour de France           | Volta a Espanha        |
| ---- | ------------- | ------------------------ | ---------------------- |
| 1994 | -             | -                        | -                      |
| 1995 | -             | -                        | -                      |
| 1996 | -             | 62.º Thierry Bourguignon | -                      |
| 1997 | -             | 28.º Thierry Bourguignon | -                      |
| 1998 | -             | 26.º Thierry Bourguignon | -                      |
| 1999 | -             | 48.º Thierry Bourguignon | -                      |
| 2000 | -             | -                        | -                      |
| 2001 | -             | 40.º Stéphane Heulot     | -                      |
| 2002 | -             | -                        | 8.º Félix García Casas |
| 2003 | -             | -                        | -                      |
| 2004 | -             | -                        | -                      |
| 2005 | -             | -                        | -                      |
| 2006 | -             | -                        | -                      |
| 2007 | -             | -                        | -                      |
| 2008 | -             | -                        | -                      |
| 2009 | -             | -                        | -                      |
| 2010 | -             | -                        | -                      |
| 2011 | -             | -                        | -                      |
| 2012 | -             | -                        | -                      |
| 2013 | -             | -                        | -                      |
| 2014 | -             | -                        | -                      |
| 2015 | -             | -                        | -                      |
| 2016 | -             | -                        | -                      |
| 2017 | -             | -                        | -                      |
| 2018 | -             | -                        | -                      |

## Material ciclista
A equipa utiliza bicicletas Look. Anteriormente utilizou BH (2004-2008), Gitane (2002-2003).

## Classificações UCI

### UCI Europe Tour
| Temporada | Classificação por equipas | Melhor corredor     | Posição |
| 2010-2011 | 22º                       | Sylvain Georges     | 40º     |
| 2011-2012 | 41º                       | Steven Tronet       | 71º     |
| 2012-2013 | 32º                       | Mathieu Drujon      | 96º     |
| 2013-2014 | 32º                       | Stéphane Rossetto   | 56º     |
| 2015      | 24º                       | Steven Tronet       | 55º     |
| 2016      | 22º                       | Romain Feillu       | 33º     |
| 2017      | 14º                       | Flavien Dassonville | 58º     |
| 2018      | 21º                       | Damien Touzé        | 126º    |

## Palmarés

### Palmarés 2019

#### Circuitos Continentais UCI
| Datas | Circuito | Carreiras | Ganhador |

## Elenco

### Elenco de 2019
| Nome              | Nascimento | Nacionalidade | Equipo 2018          |
| Nicolas Baldo     | 10/06/1984 | França        | Saint Michel-Auber93 |
| Romain Feillu     | 16/04/1984 | França        | Saint Michel-Auber93 |
| Tony Hurel        | 01/11/1987 | França        | Sojasun espoir       |
| Alo Jakin         | 14/11/1986 | Estónia       | Saint Michel-Auber93 |
| Kévin Le Cunff    | 16/03/1988 | França        | Saint Michel-Auber93 |
| Anthony Maldonado | 09/04/1991 | França        | Saint Michel-Auber93 |
| Flavien Maurelet  | 16/03/1991 | França        | Saint Michel-Auber93 |
| Yoann Paillot     | 28/05/1991 | França        | Saint Michel-Auber93 |
| Camille Thominet  | 22/06/1990 | França        | Saint Michel-Auber93 |
| Morne van Niekerk | 17/08/1995 | África do Sul | Neoprofesional       |

## Ciclistas formados
- William Bonnet
- Steve Chainel
- Carlos Da Cruz
- Tony Gallopin
- Saïd Haddou
- Stéphane Heulot
- Arnold Jeannesson
- Arnaud Labbe
- Pascal Lino
- Rene Mandri